# یورگن اشتراوب
یورگن اشتراوب (آلمانی: Jürgen Straub؛ زادهٔ ۳ نوامبر ۱۹۵۳) دونده دو نیمه‌استقامت اهل آلمان بود.